# Albawings
Albawings es una aerolínea de Albania con sede en Tirana y basada en el Aeropuerto Internacional Madre Teresa

## Historia
Albawings fue fundada en febrero de 2015 por dos empresarios, Gentian Kole y Dhimitër Tola. A Albawings se le adjudicó el Certificado de Operador del Aire (AOC) por sus siglas en inglés, por la Autoridad Civil de la aviación albanesa el 4 de febrero de 2015.
El primer avión de la compañía fue un Boeing 737-500, con el que Albawings comenzó sus operaciones, este fue bautizado "Spirit of Tirana".
En 11 de diciembre de 2016, el segundo avión de la compañía fue entregado por Bruce Dickinson. El avión alquilado era un Boeing 737-400 y fue nombrado Sir Norman Wisdom, quién fue un actor muy popular en Albania, principalmente por su rol como Mr. Pitkin.
A partir del 12 de enero de 2024, Albawings dejó de volar y cesó sus operaciones debido a la competencia de otras aerolíneas.

## Antiguos destinos
Esta es la lista de los destinos servidos por Albawings en noviembre de 2016 :
| Países      | Destinos           | Aeropuertos                             |
| ----------- | ------------------ | --------------------------------------- |
| Albania     | Tirana             | Aeropuerto Internacional Madre Teresa   |
| Alemania    | Düsseldorf         | Aeropuerto Internacional de Düsseldorf  |
| Alemania    | Fráncfort del Meno | Aeropuerto de Fráncfort del Meno        |
| Alemania    | Hamburgo           | Aeropuerto de Hamburgo                  |
| Francia     | París              | Aeropuerto de París-Charles de Gaulle   |
| Francia     | Saint-Louis        | Aeropuerto de Basilea-Mulhouse-Friburgo |
| Italia      | Ancona             | Aeropuerto de Ancona-Falconara          |
| Italia      | Bari               | Aeropuerto de Bari-Palese               |
| Italia      | Florencia          | Aeropuerto de Florencia                 |
| Italia      | Milán              | Aeropuerto de Milán-Malpensa            |
| Italia      | Perugia            | Aeropuerto de Perugia                   |
| Italia      | Pisa               | Aeropuerto de Pisa                      |
| Italia      | Rímini             | Aeropuerto de Rímini-                   |
| Italia      | Treviso            | Aeropuerto de Sant'Angelo Treviso       |
| Italia      | Venecia            | Aeropuerto Internacional Marco Polo     |
| Italia      | Verona             | Aeropuerto de Verona-Villafranca        |
| Reino Unido | Londres            | Aeropuerto de Londres-Stansted          |

### Código compartido
- Blue Panorama Airlines (2016-2021)
- Neos (Para vuelos de Tirana a Nueva York vía Milán Malpensa )[10]

## Flota histórica
| Aeronaves      | Total | Introducido | Retirado | Matrículas                              |
| -------------- | ----- | ----------- | -------- | --------------------------------------- |
| Boeing 737-400 | 5     | 2016        | 2024     | 9H-AMW, ZA-AWB, ZA-ALB, ZA-ALC y ZA-ALD |
| Boeing 737-500 | 1     | 2016        | 2020     | ZA-AWA                                  |